# 伊勢茶

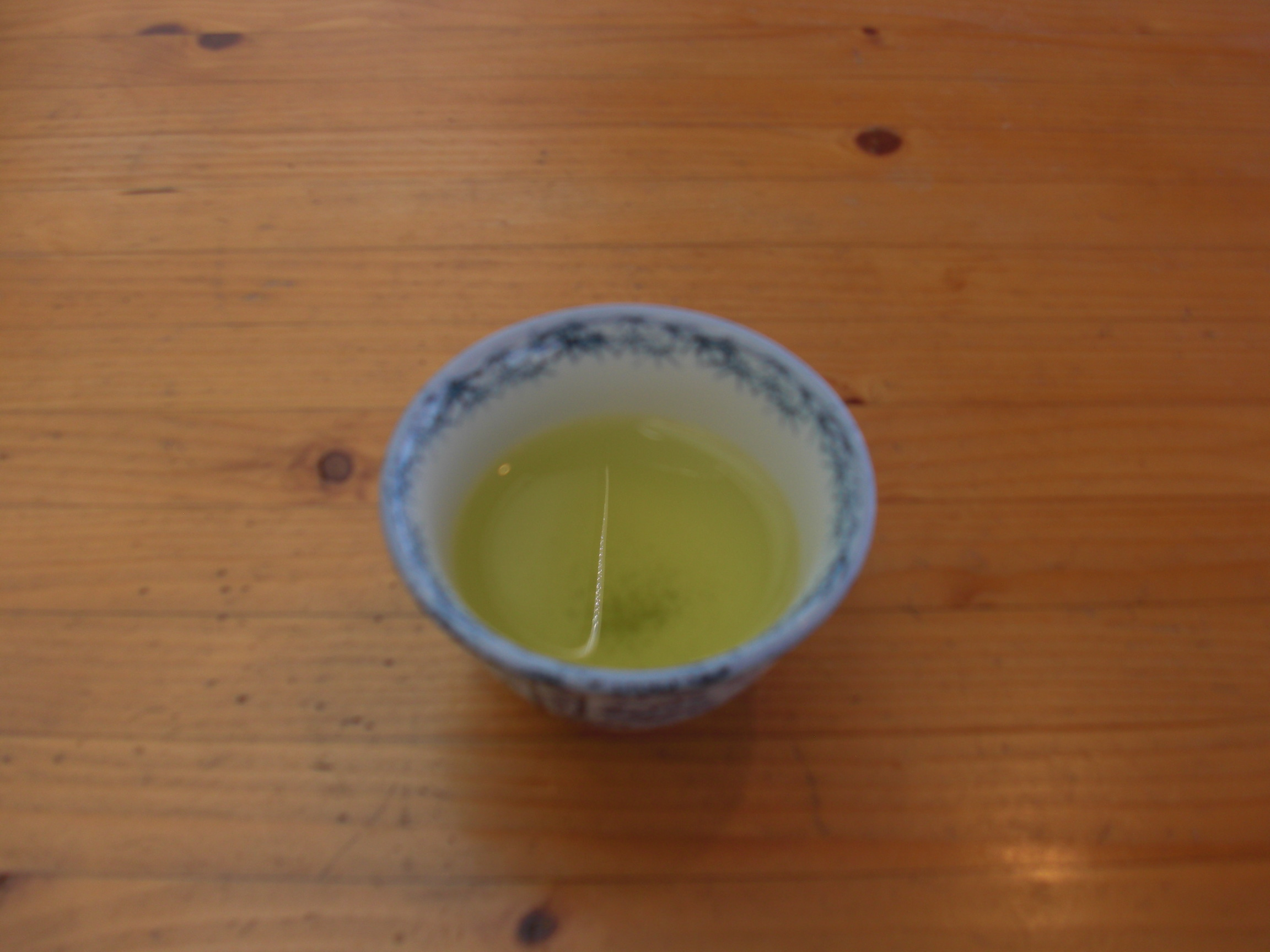
湯呑みで供された伊勢茶

伊勢茶（いせちゃ）とは、三重県内、とくに旧伊勢国で古くから産出していた日本茶のこと。新茶の収穫は、早い所では4月下旬から始まる。収穫した地域をより細分化し水沢茶（すいざわちゃ）、鈴鹿茶、亀山茶、大台茶、わたらい（度会）茶、飯南茶、越賀茶などとも呼ばれる。

## 産地

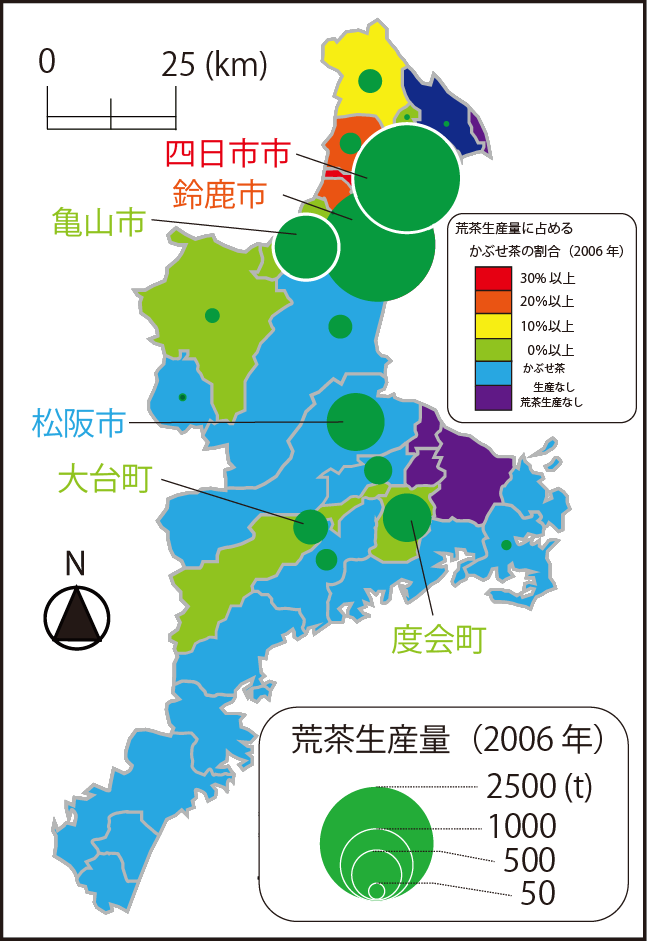
三重県の茶生産地

三重県の茶産地は旧伊勢の国全域に広がっているが大きく分けると、鈴鹿山麓に広がる北勢地域と台高山脈に広がる南勢地域が代表的。全般的に煎茶を生産しているが、北勢地域はかぶせ茶、南勢地域は深蒸煎茶に特徴がある。
主な産地は、北部と南部で代表的な産地は北部は四日市市水沢地区、鈴鹿市、亀山市、菰野町南西部、南部は宮川上流域及び櫛田川中流域（松阪市、度会町、大台町及び多気町）である。特に、四日市の水沢地区には茶畑が多い。水沢地区の茶栽培農家数は1960年代以降減少しているが、2000年（平成12年）時点で全農家306戸のうち、約92%に相当する281戸が茶栽培を行っている。
南勢（松阪市・多気郡・伊勢志摩）の茶の県内シェアは栽培面積で29%、生産量で23%であり、北勢には及ばないが、松阪市飯南町や多気郡大台町、度会郡度会町では特産品となっている。1970年代まで生産量は増加傾向が続いていたが、1980年代から伸び悩み、1990年代には減少に転じている。大喜多甫文はその要因として、日本における茶の消費量の減少と生産者の高齢化・後継者不足を指摘した。
なお三重県内では、伊勢紅茶のブランド名で紅茶の生産もされている。緑茶用とは異なる紅茶専用品種が用いられる。

## 伝説
鈴鹿市の公式ウェブサイトでの説明によれば、三重県北勢地方における茶栽培は平安時代に僧侶の玄庵が茶の木を植え、空海直伝の製茶法を伝承したのが始まりとされる。実際に空海ら、平安中期以前の帰国僧が嗜んでいた茶は、大陸で製品化された団茶を持ち込んで消費していたのであり、当時は茶栽培は伝わっていない。栽培法と製茶法が伝えられたのは鎌倉政権が成立する頃であり、後世になって空海に結び付けられた伝説として創られた経緯がある。東国の主要茶産地である狭山においても同様に、空海とほぼ同年代の帰国僧である円仁が茶栽培をもたらしたとする伝説が創られている。

## 歴史
室町時代から江戸時代には御師や伊勢商人が伊勢茶を日本中に広めた。多気郡柳原村と栃原村（共に現在の大台町）では文禄3年（1594年）の検地帳に茶が年貢として納められていることから、栽培していたことが窺える。
江戸時代には雲出川上流の一志郡川上村（後の八幡村、現・津市美杉町川上）の川上茶や飯南郡川俣村（現・松阪市飯高町）の川俣茶、三重郡の水沢茶や菰野の茶が発達し、現在では主産地ではない伊賀国（現・伊賀市、名張市）でも多くの茶税が納められていたことから茶栽培が盛んであったことが分かっている。幕末に鎖国が解除されると、茶の需要が増し、工場制手工業の発達にも結び付いた。また松坂商人が江戸で川俣茶を販売し、竹川竹斎は幕末に射和村で茶栽培を奨励すると共に製茶工場を建て、横浜にいた弟を通じて輸出を開始した。明治時代初期には茶園面積が4,000ha超あり、静岡県よりも広かった。1884年（明治17年）には北アメリカに向けて四日市港から鈴鹿茶が出荷されるようになった。
三重県各地に茶業の功労者がおり、三重郡室山村（現・四日市市室山町）の伊藤小左衛門、奄芸郡椋本村（現・津市芸濃町椋本）の駒田彦之丞、飯南郡川俣村の大谷嘉兵衛が挙げられる。茶園面積が最大になったのは1892年（明治25年）、栽培の全盛期は大正時代で、煎茶・番茶・玉露・ウーロン茶などを栽培していた。北勢地方では、ピークを過ぎると桑畑の拡大が始まるが、第二次世界大戦中は桑園の急減に対して茶園の減少は緩やかで、戦後は急激に面積を拡大させた。

## ブランド戦略

### 国内茶葉生産量について
全国的に知られる静岡県のものや宇治茶、狭山茶、八女茶、大和茶などと比べると、伊勢茶の知名度は低いと言えるが、栽培面積・荒茶生産量ともに三重県は第3位である。2009年（平成21年）度の日本の荒茶生産量に占める三重県の割合は8%である。また静岡県産や鹿児島県産の茶と比べて荒茶価格は低めである。これは戦後に茶栽培の建て直しが滞ったためで、結果として伊勢茶は知名度のある静岡茶や宇治茶の原料茶となってしまった。しかし、近年需要が高まっている加工用原料茶（アイスクリームなどに使用）には全国第1位のシェア（82%）を持つ。
2000年（平成12年）に「環境にやさしい安全安心な伊勢茶づくり運動」を開始、2003年（平成15年）に生産履歴の記帳を柱とする「伊勢茶ガイドライン」の制定を経て、2004年（平成16年）には伊勢神宮に初めて伊勢茶の初物を奉納した。2007年（平成19年）3月に地域団体商標に認定され、翌4月には商標登録された事を受け、関係団体では積極的なPRの展開を決めている。三重茶農業協同組合では、情報通信技術（ICT）を導入して「伊勢茶トレーサビリティシステム」を運用している。

### 「かぶせ茶」
特にアミノ酸の一種である「テアニン」を多く含んだ「かぶせ茶」（おおい茶）の生産量については、全国1位である（2009年度統計）。これは、三重県全体の生産量の約24%を占めている。

### イメージキャラクターと広報活動
- 茶柱タツ
伊勢茶のイメージキャラクターは「茶柱タツ」という老婆である。着物にたすきがけの茶摘姿や居間でお茶を飲んで寛いでいる姿などが、店頭ポスターや販売促進キャンペーンなどの機会に登場する。
- 新・茶柱タツアワー
三重エフエム放送で「茶柱タツアワー」として伊勢茶の広報番組を展開しており、2009年1月より「新・茶柱タツアワー」として再構成(毎週金曜午後5:55から放送)された。韓国人留学生のカン・スミンがパーソナリティを務める。イメージキャラクターの老婆とは対照的な若い女性を起用している。

### 伊勢茶を使った商品
- JA全農みえが、煎茶、かぶせ茶、深蒸し煎茶をブレンドした伊勢茶100%使用の500ミリリットル入りペットボトルお茶飲料を発売している。
- 伊勢茶ゴーフレット：三重寿庵が販売する、伊勢茶を使用したゴーフレット（ウエハース）。
- シェル・レーヌ 伊勢茶：三重県鳥羽市の洋菓子メーカー・ブランカが製造販売する、伊勢茶を使用したマドレーヌ[22]。
- まごころteaハンドジェル（まごジェル）：三重県立相可高等学校生産経済科の生徒が地元企業の万協製薬と共同開発した、伊勢茶を使った化粧品[23]。同高校の卒業生が経営する相可フードネットが発売する[23]。